# Liste der Einträge im National Register of Historic Places im Hood County
Die Liste der Registered Historic Places im Hood County führt alle Bauwerke und historischen Stätten im texanischen Hood County auf, die in das National Register of Historic Places aufgenommen wurden.

## Aktuelle Einträge
| Lfd. Nr. | Name im NRHP                             | Bild | Datum der Eintragung | Adresse/Lage                                               | Ort      | NRHP-ID  | Beschreibung |
| -------- | ---------------------------------------- | ---- | -------------------- | ---------------------------------------------------------- | -------- | -------- | ------------ |
| 1        | Baker-Carmichael House                   |      | 6. Dez. 2005         | 226 E. Pearl St.                                           | Granbury | 05001401 |              |
| 2        | Hood County Courthouse Historic District |      | 5. Juni 1974         | Courthouse Sq., bounded by Bridge, Pearl, and Houston Sts. | Granbury | 74002080 |              |
| 3        | Wright-Henderson-Duncan House            |      | 19. Dez. 1978        | 703 Spring St.                                             | Granbury | 78002956 |              |